# Labuhan Bakti
Labuhan Bakti is een bestuurslaag in het regentschap Simeulue van de provincie Atjeh, Indonesië. Labuhan Bakti telt 1127 inwoners (volkstelling 2010).